# Épidemaïs Croisière
Épidemaïs Croisière is een waterattractie in het Franse attractiepark Parc Astérix van het type tow boat ride en is gemaakt door Intamin.

## Geschiedenis
De attractie werd geopend op 30 april 1989 als La balade d'Asterix en is een van de eerste attracties van het park. De bezoekers stappen in boten voor maximaal 16 personen welke via een touw onder water over het parcours worden geleid. Tijdens de rondvaart passeren de boten een aantal scenes die refereren naar de gebeurtenissen die plaatsvinden in de stripverhalen van de wereld van Asterix. 
Voor het 10-jarig bestaan van de attractie en het park in 1999 is er onderhoud gepleegd en zijn er een aantal animatronics weggehaald van Asterix zelf en werden er stilstaande beelden geplaatst met andere karakters uit de stripverhalen. De attractie werd dat jaar hernoemd als Épidemaïs Croisière. De stilstaande beelden leidden ertoe dat de interesse voor de attractie minder werd en om de aantrekkelijkheid van de attractie te verhogen zijn er in 2010 nieuwe bewegende scenes toegevoegd langs de route. 

## Naamgeving
Épidemaïs Croisière betekent vrij vertaald De cruisevaart van Verramsj. Épidemaïs is een Franse woordspeling van "épi de maïs" en betekent maïskolf. Dit personage uit de wereld van Asterix is een Fenicische handelaar die na onderhandelingen zijn waren vaak tegen dumpprijzen verkoopt. In de eerste Nederlandstalige vertalingen van de stripreeks werd de naam Épidemais gebruikt, later werd dit Verramsj. Deze naam komt van het verramsjen, oftewel het verkopen van boeken tegen dumpprijzen.
Afbeeldingen · Lijst van attracties